# Femmes, Indiscrétion, Blasphème
Albums de Julien Clerc
Sans entracte
(1980) Aime-moi
(1984)
Femmes, Indiscrétion, Blasphème est le douzième album studio de Julien Clerc sorti en 1982. Il s'agit du premier album de Julien Clerc sorti chez Virgin France. Son titre est composé de l'assemblage des titres de la première chanson de la face A, le premier de la face B et le dernier du disque. Cet album voit la collaboration entre Julien Clerc et Bernard Lauze, ce dernier a écrit des textes sur les musiques de Julien Clerc en les envoyant par la poste, sans jamais rencontrer l'interprète.
Grâce à cet album, Julien Clerc vend enfin un 45 tours de façon considérable, Lili voulait aller danser, qui devient disque d'or pour plus de 500 000 exemplaires vendus.
Par la suite, la chanson Quelle heure est-île Marquise ?, présente sur cet album, sortira dans un nouvel enregistrement chez Virgin France en 1983, en face B du 45 tours Cœur de rocker (titre inédit en album, qui sera cependant intégré à la compilation Préférences de Julien Clerc qui sortira chez Virgin France en 1985).

## Titres
| 1.          | Femmes, je vous aime                         | Jean-Loup Dabadie | Julien Clerc             | 4 min 23 s |
| 2.          | Cabane micro                                 | Bernard Lauze     | Julien Clerc             | 3 min 13 s |
| 3.          | Moi j'te connais comme si je t'avais défaite | Serge Gainsbourg  | Julien Clerc             | 3 min 58 s |
| 4.          | À son cou à ses genoux                       | Jean-Loup Dabadie | Julien Clerc - Greg Karp | 2 min 49 s |
| 5.          | Je vous écris du fond de ma ville            | Bernard Lauze     | Julien Clerc             | 3 min 19 s |
| 6.          | Indiscrétion                                 | Jay Alanski       | Julien Clerc             | 3 min 53 s |
| 7.          | Lili voulait aller danser                    | Luc Plamondon     | Julien Clerc             | 3 min 59 s |
| 8.          | Hiver 81                                     | Maurice Vallet    | Julien Clerc             | 3 min 21 s |
| 9.          | Quelle heure est-il Marquise ?               | Jean-Loup Dabadie | Julien Clerc             | 3 min 17 s |
| 10.         | Blasphème                                    | Bernard Lauze     | Julien Clerc             | 4 min 03 s |
| 36 min 10 s |                                              |                   |                          |            |

## Certification
| Pays          | Certification | Date | Ventes certifiées |
| ------------- | ------------- | ---- | ----------------- |
| France (SNEP) | Or            | 1983 | 100 000           |
| France (SNEP) | Platine       | 1984 | 400 000           |